# Rafał z Gołuchowa
Rafał z Gołuchowa (Rafał Gołuchowski) (ur. XIV w., zm. w 1442/1443) – rycerz polski herbu Wieniawa, starosta generalny Wielkopolski w latach 1436–1439, podkomorzy kaliski w 1436 roku, podstoli poznański w 1426 roku, starosta Odolanowa w 1434 roku.

## Życiorys
Rafał z Gołuchowa urodził się prawdopodobnie pod koniec XIV wieku, w Wielkopolsce. Pochodził z rycerskiego rodu Wieniawitów, jego ojciec Iwan z Obiechowa i Gołuchowa był kasztelanem śremskim, uczestnikiem bitwy pod Grunwaldem, bliskim współpracownikiem Władysława Jagiełły. Lata młodości Rafał spędził na Rusi, u boku ojca, który od 1411 do 1421 był starostą generalnym tej prowincji.
W 1426 został mianowany podstolim poznańskim. Po śmierci Jagiełły, Rafał był związany z dworem młodocianego króla Władysława III. W tym czasie objął intratne podkomorstwo kaliskie i został starostą generalnym Wielkopolski (1436), ten urząd pełnił do stycznia 1439. Potem przebywał w najbliższym otoczeniu króla, jako świadek podpisał w Bieczu, ugodę między królem a zakonem joannitów. W 1440 wyjechał w świcie królewskiej na Węgry, był świadkiem koronacji Władysława III na króla Węgier. Po powrocie do kraju, w 1441 zastępował Krzesława Kurozwęckiego na urzędzie starosty generalnego Wielkopolski.
Rafał z Gołuchowa był dwukrotnie żonaty. Z pierwszego małżeństwa z Katarzyną herbu Doliwa: syn Iwan sędzia ziemski kaliski. Z drugiej żony Elżbiety synowie: Jan, Andrzej i Cherubin.
Rafał po ojcu odziedziczył Gołuchów, gdzie mieszkał oraz kilka pobliskich wsi, dla jednej z nich, Przygodzic, uzyskał przywilej lokacji miasta. Posiadał także pojedyncze wioski w powiatach konińskim, łęczyckim i ostrzeszowskim.
Był fundatorem obrazu Matki Boskiej ab igne, dla kolegiaty kaliskiej. Zachowany obraz jest jednym z najcenniejszych zabytków sztuki gotyckiej w Wielkopolsce; według niektórych źródeł wykonał go w 1417 malarz Mikołaj z Kalisza. W dolnej części dzieła znajdują się wizerunki Rafała i jego żony Katarzyny z Doliwów, jako donatorów obrazu.
Rafał z Gołuchowa zmarł przed 13 lutego 1443.